# Elek Bacsik
Elek Bacsik (Budapest, Reino de Hungría, 22 de mayo de 1926 - Glen Ellyn, Estados Unidos, 4 de febrero de 1993) fue un músico húngaro de etnia gitana.

## Biografía
Nacido el 22 de mayo de 1926 en Budapest, en una familia gitana, estudia violín en el conservatorio de su ciudad natal. Alrededor de 1943 aprende por sí solo a tocar la guitarra y se convierte en uno de los mejores guitarristas del folklore local y graba discos de 78 rpm con diferentes conjuntos de guitarra, violín, bajo o chelo, especialmente con el grupo del acordeonista Mihály Tabanyi.
En 1949, dejó Hungría y tocó un tiempo en Austria y Suiza con su amigo, el pianista clásico Georges Cziffra. Bacsik continuación, se estableció durante más de dos años en el Líbano, donde se reúne tanto con bandas de baile como con conjuntos clásicos. Fue descubierto por los artistas italianos que hablan de él a su regreso a Italia. Renato Carosone utiliza sus servicios en la península italiana; así el trío Carosone se convierte en cuarteto en 1951. Bacsik entonces toca especialmente el bajo, pero también la guitarra y el violín. Grabaron varios discos de 78rpm para Pathé. Hacia 1957 Elek visita la península ibérica; permaneció durante dos años en España, y unas semanas en Portugal.
En 1959, finalmente, llegó a París, donde puede tocar el jazz que ama. El pianista afroamericano Art Simmons, que lo había visto improvisar en un club de París, lo llama para completar su trío en el Mars Club, cerca de los Campos Elíseos, con Michel Gaudry entonces bajo. En Francia, Elek Bacsik actúa tanto con jazzmen (Kenny Clarke, Clark Terry, Dizzy Gillespie, Lou Bennett, Georges Arvanitas, Quincy Jones, Bud Powell, etc.) como con los artistas de la canción francesa (Barbara, Serge Gainsbourg, Claude Nougaro, Jacques Higelin, Jeanne Moreau, Juliette Greco, Sacha Distel) estableciendo así una gran reputación con el público. Sus versiones de "Take Five" y "Blue Rondo a la Turk" se reproducen de forma repetida en la radio.
Pero en la primavera de 1966 Elek Bacsik dejó Francia para ir a los Estados Unidos. En Nueva York, se incorporó a la comunidad gitana, que había oído hablar mucho de él, y grabó un CD como primer violín de un conjunto tradicional gitano húngaro (Zigani Ballet). Realiza una gira de varias semanas con la banda del violinista armenio Hrach Yacobián, luego se trasladó a Las Vegas. Había registrado previamente programas de televisión y algunos discos con músicos de la Costa Oeste (Tony Bennett, Andy Williams). También actuó como un violinista y guitarrista en la banda de Elvis Presley.
En 1974, Bob Thiele le llama para grabar un álbum. Elek decidió que este sería con el violín. Presentado en el Festival de Jazz de Newport de 1974, este disco titulado I love you, al que siguió en 1975 un nuevo álbum de composiciones de Charlie Parker y Dizzy Gillespie tocado el violín eléctrico o violectra (Bird & Dizzy - Un tributo musical). Ambas unidades permiten a Bacsik actuar en los casinos y clubes nocturnos de Las Vegas, pero no lograrán sacarlo del anonimato en el que se hunde. Desaparece de la élite de la escena del jazz durante más de quince años, convirtiéndose en el primer violín y concertino del cantante Wayne Newton.
En 1989, se le permite tocar en el primer festival de jazz en Quebec. Esto podría haber sido el comienzo de una nueva carrera ya que Bacsik volverá en 1990 y 1991 durante varios meses para tocar en clubes de jazz y restaurantes en la ciudad de Quebec y Montreal.
Pero en 1991, en Quebec, sufre un íctus cerebral que le impide ser autónomo. Después de varios meses en el hospital por razones de visado, es repatriado a los Estados Unidos. No tenía la menor posibilidad de tocar el mismo instrumento. Transferido de un hospital a otro, también se le diagnosticó cáncer de los pulmones. Muy debilitado por su discapacidad y la quimioterapia, murió en Glen Ellyn, cerca de Chicago, el 14 de febrero de 1993
En abril de 2015 apareció una biografía, Elek Bacsik. Un hombre en la noche, que es una publicación de su hija natural, Balval Ekel, en ediciones Jacques Flament.

## Discografía selectiva
Como leader:
- 1962: The electric guitar of the eclectic Elek Bacsik (Fontana): guitarra eléctrica
- 1963: Guitar Conceptions (Fontana): guitarra eléctrica
- 1974: I love you (Bob Thiele): violín y un blues a la guitarra
- 1975: Bird & Dizzy, a musical tribute (Flying Dutchman): violín y violectra

Como acompañante (guitarra):
- 1962: Dizzy Gillespie, Dizzy on the French Riviera (Philips)
- 1963: Serge Gainsbourg, Gainsbourg Confidentiel (Philips)
- 1966: Jeanne Moreau, 12 chansons nouvelles (Jacques Canetti)

- Datos: Q788211